# Ентоні Ловріч
Ентоні Ловріч (англ. Anthony Lovrich, 5 грудня 1961) — австралійський академічний веслувальник.
Срібний призер Олімпійських Ігор 1984 року в складі парної четвірки.